# ديميتريس ديامانتاكوس
ديميتريس ديامانتاكوس (باليونانية: Δημήτρης Διαμαντάκος)‏ (5 مارس 1993 اليونان - ) هو لاعب كرة قدم يوناني، يلعب كمهاجم.

## مسيرته الكروية
لعب ديميتريس ديامانتاكوس خلال مسيرته الاحترافية مع 7 أندية في أحد عشر موسمًا وسجل خلالها 45 هدفًا ضمن 161 مباراة. حيث فاز في موسم واحد بالكأس وفي موسمين بالدوري.
خاض ديميتريس ديامانتاكوس مسيرته مع نادي أولمبياكوس في موسم 2011–12 في المرة الأولى لمدة موسم واحد ثم في موسم 2014–15 لمدة موسم واحد، مشاركًا طوالها في 8 مباريات سجل خلالها هدفين. ثم انتقل إلى نادي أريس تسالونيكي في موسم 2012–13 لمدة موسم واحد، حيث شارك في 13 مباراة ولم يسجل أي هدف. لينتقل بعدها إلى نادي إيرغوتيليس في موسم 2013–14 لمدة موسم واحد، مشاركًا في 25 مباراة سجل خلالها 9 أهداف. ثم انتقل إلى نادي كارلسروه في موسم 2015–16 ولمدة موسمين، مشاركًا في 50 مباراة سجل خلالها 13 هدفًا. هذا وانتقل لاحقًا إلى نادي سانت باولي في موسم 2017–18 واستمر معه طيلة ثلاثة مواسم، مشاركًا في 49 مباراة سجل خلالها 19 هدفًا.

## روابط خارجية
- ديميتريس ديامانتاكوس على موقع الاتحاد الدولي (مؤرشف)  (الإنجليزية)
- ديميتريس ديامانتاكوس على موقع الاتحاد الأوربي (الإنجليزية)
- ديميتريس ديامانتاكوس على موقع قاعدة بيانات كرة القدم.إي يو (الإنجليزية)
- ديميتريس ديامانتاكوس على موقع ناشيونال فوتبول تيمز (الإنجليزية)
- ديميتريس ديامانتاكوس على موقع Soccerway.com (الإنجليزية)
- ديميتريس ديامانتاكوس على موقع عالم كرة القدم.نت (الإنجليزية)
- ديميتريس ديامانتاكوس على موقع AS.com (الإسبانية)